# Stazione di Monzuno-Vado
Stazione di Monzuno-Vado vasútállomás Olaszországban, Monzuno településen.

## Vasútvonalak
Az állomást az alábbi vasútvonalak érintik:
- Bologna–Firenze-vasútvonal

## Kapcsolódó állomások
A vasútállomáshoz az alábbi állomások vannak a legközelebb:
- Stazione di Grizzana (Stazione di Firenze Santa Maria Novella, Bologna–Firenze-vasútvonal)
- Stazione di Pianoro (Stazione di Bologna Centrale, Bologna–Firenze-vasútvonal)